# Acalolepta basigranulata
Acalolepta basigranulata es una especie de escarabajo longicornio del género Acalolepta, tribu Monochamini, subfamilia Lamiinae. Fue descrita científicamente por Breuning en 1954.
Se distribuye por India. Mide aproximadamente 29 milímetros de longitud.